# Gasparo Maria Morozzo della Rocca
Gasparo Maria Morozzo, markiz della Rocca - sabaudzki dyplomata żyjący na przełomie XVII i XVIII wieku.
Reprezentował Księstwo Sabaudii-Piemontu w Madrycie w latach 1713–1717 jako ambasador Wiktora Amadeusza II w hiszpańskiej stolicy. 